# Där havet slutar
Där havet slutar (engelska: The Deep End of the Ocean) är en amerikansk dramafilm från 1999 regisserad av Ulu Grosbard. I filmen spelar bland annat Michelle Pfeiffer, Treat Williams, Whoopi Goldberg, Jonathan Jackson och Ryan Merriman.

## Handling
Beth( Michelle Pfeiffer) tar med sig sina tre små barn på en klassåterträff. Det är mycket folk och i ett ovakat ögonblick försvinner 3-årige Ben i folkmassan. Polisen försäkrar henne om att de flesta försvunna kommer till rätta inom fem timmar, men timmarna går och Ben dyker inte upp. Trots ett ivrigt letande är Ben hopplöst försvunnen. Modern är givetvis förkrossad men efter ca 10 år då dyker Ben plötsligt upp i deras liv igen. Givetvis går det inte smärtfritt att Ben ska bo med sin gamla familj på nytt. 

## Rollista
| Michelle Pfeiffer | – Beth Cappadora            |
| Treat Williams    | – Pat Cappadora             |
| Whoopi Goldberg   | – Candy Bliss               |
| Jonathan Jackson  | – Vincent Cappadora - 16 år |
| Cory Buck         | – Vincent Cappadora - 7 år  |
| Ryan Merriman     | – Sam Karras                |
| Alexa Vega        | – Kerry Cappadora           |
| Michael McGrady   | – Jimmy Daugherty           |
| Brenda Strong     | – Ellen                     |
| Michael McElroy   | – Ben Cappadora - 3 år      |
| Tony Musante      | – Grandpa Angelo            |
| Rose Gregorio     | – Grandma Rosie             |
| John Kapelos      | – George Karras             |
| Lucinda Jenney    | – Laurie                    |
| John Roselius     | – Chief Bastokovich         |